# Virgichneumon spicicornis
Virgichneumon spicicornis är en stekelart som först beskrevs av Berthoumieu 1906.  Virgichneumon spicicornis ingår i släktet Virgichneumon och familjen brokparasitsteklar. Inga underarter finns listade i Catalogue of Life.